# Pieszyce
Pieszyce (in tedesco Peterswaldau) è una città polacca del distretto di Dzierżoniów nel voivodato della Bassa Slesia.
Ricopre una superficie di 63,61 km² e nel 2007 contava 9.459 abitanti.

## Storia
Appartenuta agli Asburgo dal 1618 (Battaglia della Montagna Bianca) fino al 1742, quando venne conquistata dalla Prussia, la cittadina di Peterswaldau venne riconfermata alla Prussia al termine della Guerra dei sette anni, nel 1763, pur essendo rimasta, per tutto il periodo della guerra, sotto occupazione russa in séguito alla disfatta prussiana del 1757 (Battaglia di Grossjagersdorf). Rimase tedesca sino alla fine della Seconda guerra mondiale, quando venne assegnata alla Polonia assieme a tutto il Lander della Slesia. Da allora mutò il proprio nome in "Pieszyce", quello con cui è oggigiorno noto.
Peterswaldau è famosa per due fatti storici. 
Il primo è legato alle Guerre Napoleoniche. Il 6 luglio 1813 in questa cittadina fu siglato un trattato tra la Russia e la Gran Bretagna in funzione antifrancese. Dopo la disfatta di Napoleone nella Campagna di Russia del 1812, la Russia invase la Prussia occupata dai francesi fin dal 1806 in séguito alle vittorie di Jena, di Auerstadt, di Eylau e di Friedland. L'esercito prussiano, accordatosi direttamente coi russi per una non - belligeranza, Convenzione di Tauroggen, alla fine del 1812, l'anno seguente, con il beneplacito dell'imperatore di Prussia, passò alla belligeranza antinapoleonica in alleanza alla Russia (la Russia aveva minacciato l'imperatore prussiano di passare all'annessione diretta di tutte le terre tedesche tra il Nieman e la Vistola nel caso non si fosse sganciato dalla sudditanza ai francesi). In base al trattato di Peterswaldau, la Gran Bretagna accordò alla legione prussiana di 10.000 soldati, alleata dei russi, la fornitura di armi e denaro per il proprio mantenimento.
La seconda vicenda, invece, è legata alla Rivoluzione industriale. Si tratta delle insurrezioni dei tessitori verificatesi tra il 4 ed il 6 giugno 1844 particolarmente nelle frazioni di Langenbielau (anch'essa polacca oggigiorno, col nome di Bielawa) e Peterswaldau in Slesia, che vennero duramente represse con l'esercito. In Boemia, nel medesimo anno, gli operai assaltarono le fabbriche tessili, distruggendo le macchine, nel circondario di Leitmeritz e Praga. Entrambi gli episodi furono enfatizzati da Friedrich Engels nei suoi "Discorsi a Elberfeld".